# إلمر جي. هوفمان
إلمر جي. هوفمان هو سياسي أمريكي، ولد في 7 يوليو 1899 في ويتون في الولايات المتحدة، وتوفي بنفس المكان في 25 يونيو 1976. نشط حزبياً في الحزب الجمهوري. وقد انتخب أمين صندوق الدولة ‏ وانتخب عضو مجلس النواب الأمريكي ‏.